# NGC 7039

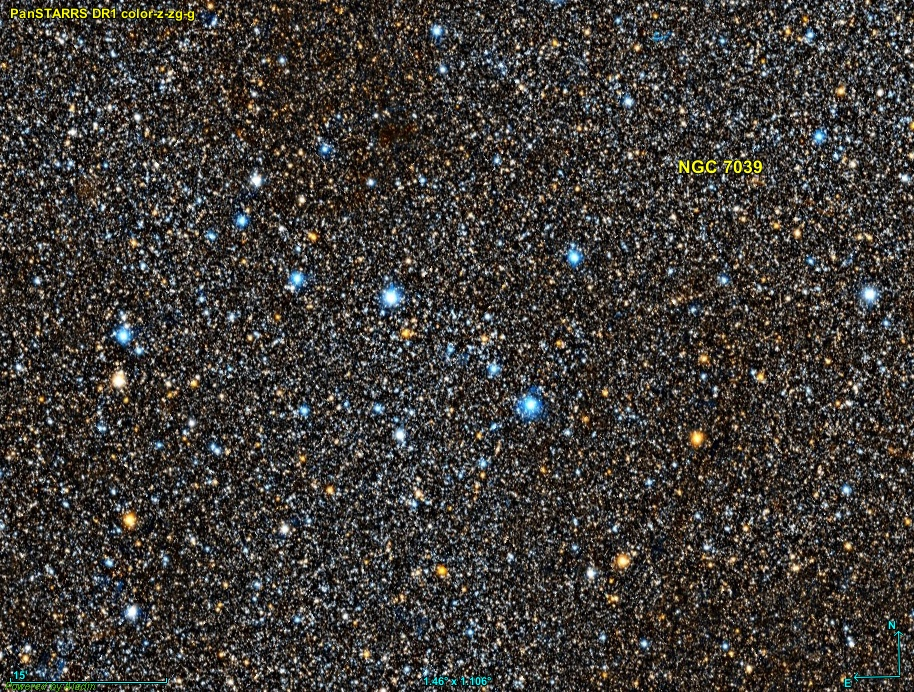
O aglomerado estelar aberto NGC 7039, frequentemente referido como "O Amasso Aberto", imortalizado pela meticulosa pesquisa realizada pelo observatório Pan-STARRS

NGC 7039 é um aglomerado aberto na direção da constelação de Cygnus. O objeto foi descoberto pelo astrônomo John Herschel em 1829, usando um telescópio refletor com abertura de 18,6 polegadas. Devido a sua moderada magnitude aparente (+7,6), é visível apenas com telescópios amadores ou com equipamentos superiores.